# Celesztinusok

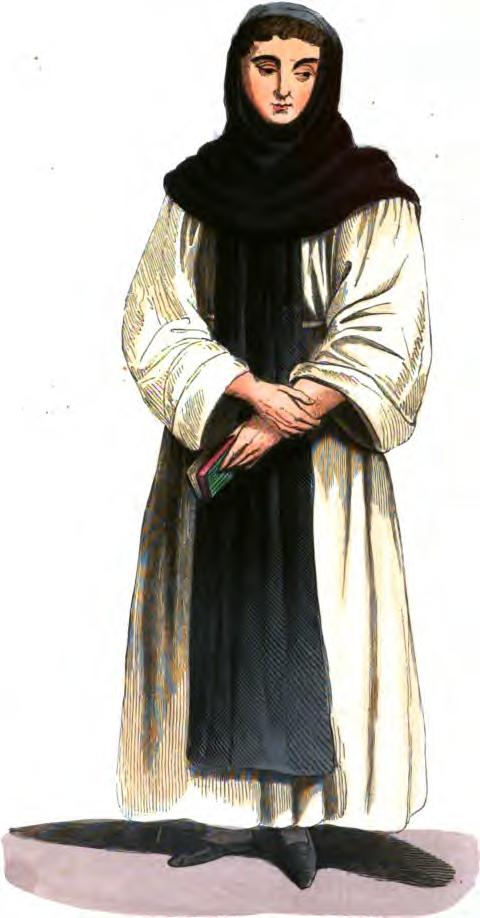
Celesztinus apáca (18. századi ábrázolás)

A celesztinusok egy római katolikus bencés kongregáció volt, melyet Pietro del Morrone, a későbbi V. Celesztin pápa alapított, – alapításra soha nem gondolva. 1263-64-ben IV. Orbán pápa hagyta jóvá a bencés regulát követő remete-kongregációt.
A kolostorok élén egy három évenként választott főapát áll, aki Morrone-ban székelt; a szerzet szigorú volt; ruházata fehér talár-, fekete csuklya és skapuláréból állt.

## Történelem
Az itáliai Pietro del Morrone (Morrone-i Péter) néven ismert ember úgy döntött, hogy remete életet él Abruzzóban, a Morrone-hegyen, Sulmona közelében. Néhány hasonló gondolkodású ember követte őt, majd a remeteségéhez egyre több tanítvány gyűlt, hogy utánozzák őt vezeklő életmódjában. Kb. 1254-ben Morrone-i Péter a saját gyakorlatának megfelelően megfogalmazott szabályzatot adott a közösségnek, amelyet a remete életmód, szigorú aszkézis, az anyagi lemondás, böjt és virrasztó éjjeli ima jellemzett. A közösség számára és a Szentlélek tiszteletére kis oratóriumot építettek, majd a hegy lábánál templomot a Szent Szűz tiszteletére. Ebből az utóbbiból fejlődött ki a Szentlélek-apátság, a celesztinus kongregáció központja. IV. Orbán pápa 1263 körül hagyta jóvá a kongregációt.

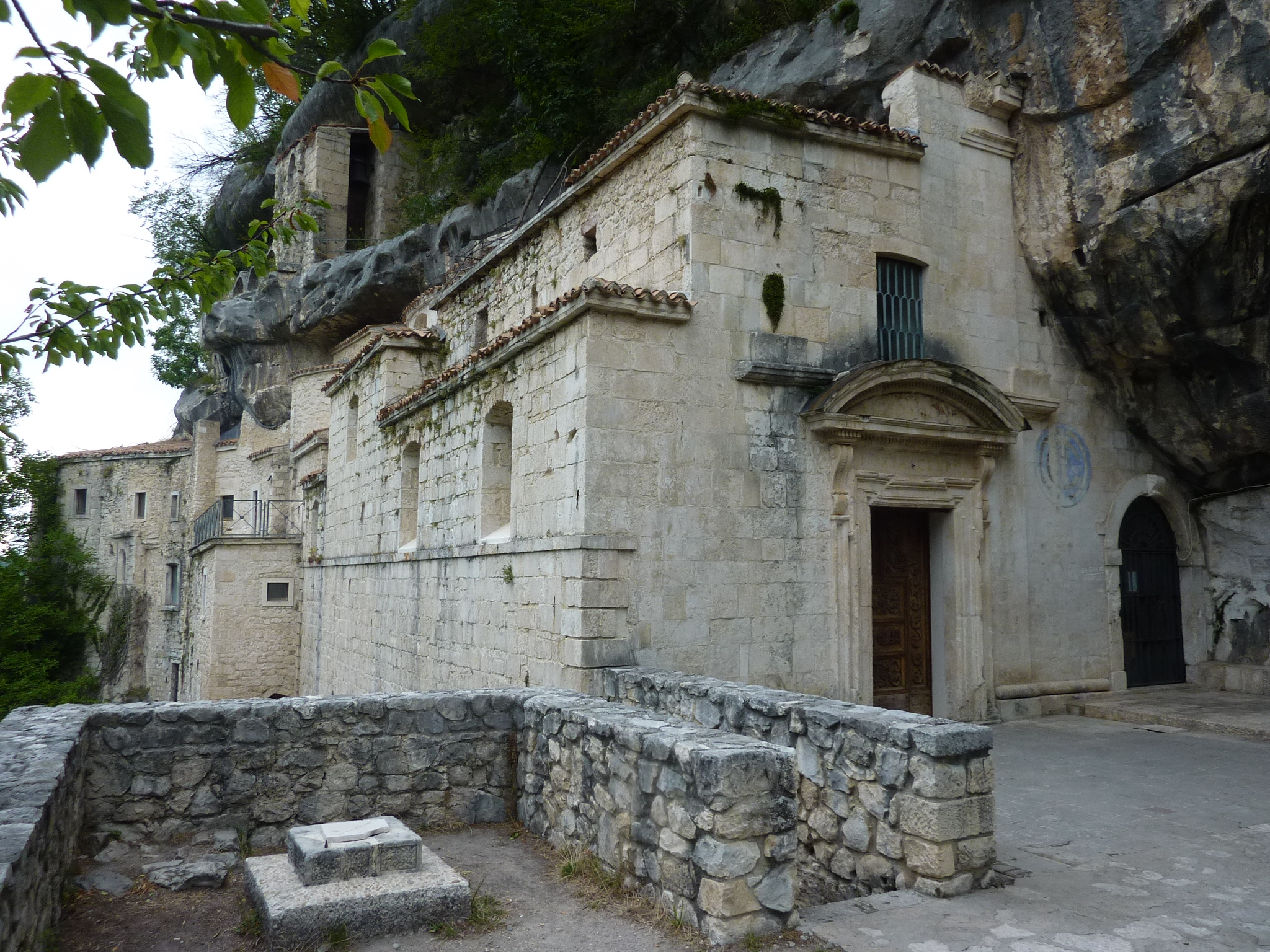
Itáliai celesztinus „Szentlélek-remeteség” temploma, Majella-hegység

1294-ben, amikor Pietro del Morrone-t pápává választották, a közösség már 35 monostort és hatszáz remete-monachust számlált. Ettől kezdve nevezték a „Szentlélek testvéreit” celesztinusoknak.
A celesztinusok női ága feltételezhetően Pietro del Morrone halála után alakulhatott meg.

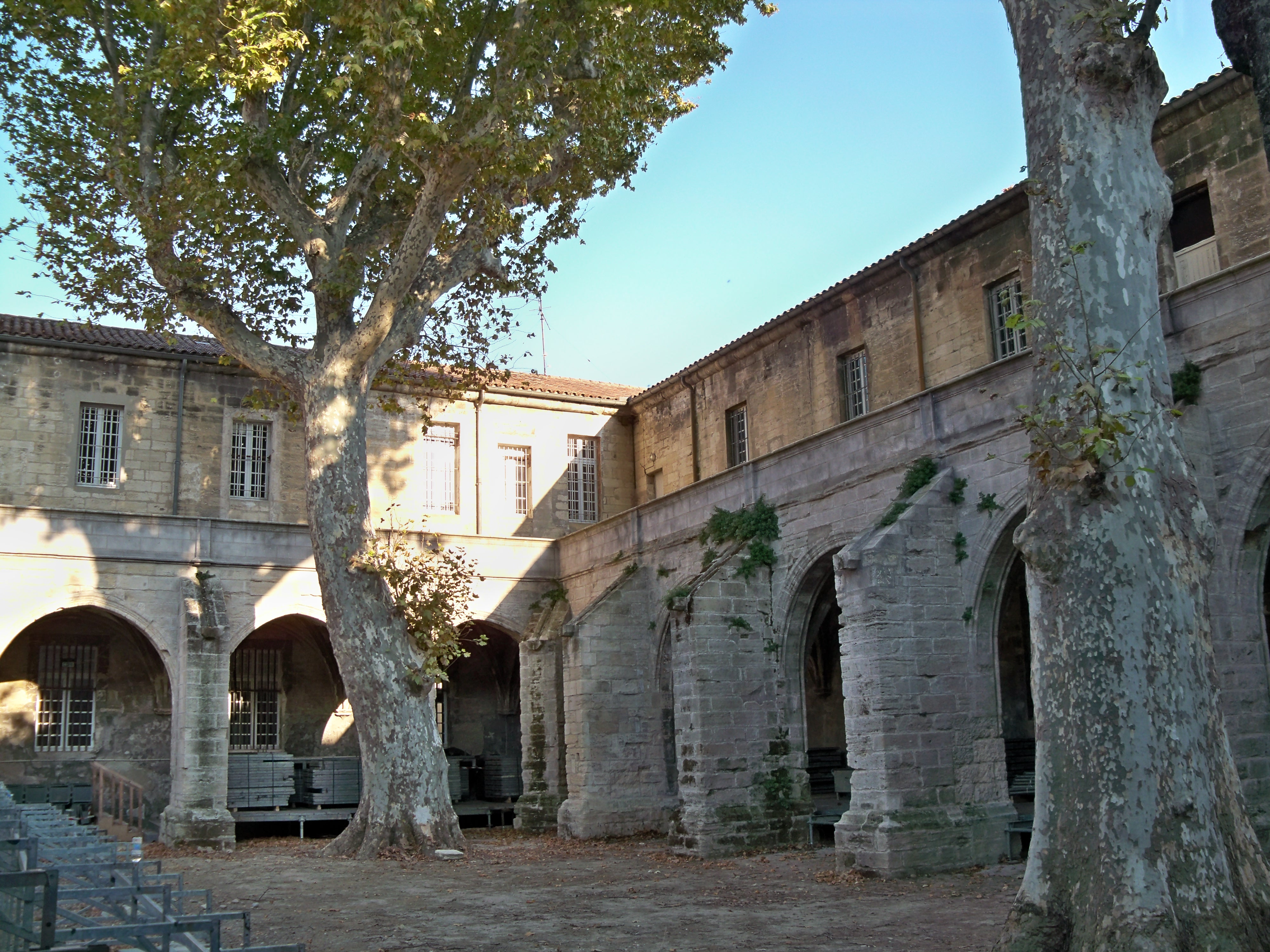
Celesztinus kolostor Franciaországban, Avignon

A rend gyorsan elterjedt egész Itáliában, majd Németországban, Flandriában, Franciaországban és Csehországban is. Az újkor elején a reformáció, majd a vallásháborúk és később a szekularizáció azonban súlyos csapást mértek rá. Franciaországban a 18. század végén, Itáliában 1810-ben szüntették meg.